# Černová
Černová je městská část města Ružomberok, která se nachází západně od Ružomberka směrem na Žilinu, přibližně 4 km od centra. Obklopují ji hory Velké Fatry jako např. Krstá hora, Tri vrchy, Sekanina, Čebrať. Ze severu vesnici omývá řeka Váh. Má přibližně 1 500 obyvatel. Je známá jako rodiště kněze, politika a publicisty Andreje Hlinky, misionáře Vendelína Javorky, kněze Leonarda Sliačana, protikomunistického hrdiny Bernarda Jaška, spisovatelů Juraje Kuniaka či Antona Laučeka a dalších významných osobností.

## Historie
První písemná zmínka o Černové pochází z roku 1376. Uvádí se v ní, že obec Czernaw leží na západ od centra města na úpatí Velké Fatry v nadmořské výšce 500 metrů. Ze západu tvoří vstupní bránu do města Ružomberok. Černová, v minulosti ulice, dnes část města, má název po šoltysovi jménem Černo. V 14. století byl z města vyslán měšťan Černo, který již existující osadu organicky připojil k městu. Byl jejím prvním rychtářem, skrze něho se osadníci vázali povinnostmi a dávkami k městu a osada dostala nové jméno - Černová Ves. Černová je starší než uvádějí doklady města ze 14. století. Roku 1340 se vymezuje chotár, ve kterém jsou již i území Černová a Čutkovo. Je zřejmé, že už před rokem 1318, kdy byly Ružomberku magistrem Dončom uděleny městské výsady, existoval zárodek Černová. V roce 1376 král Ludvík I. 9. července nařídil rychtářům a obyvatelům všech vesnic ležících v katastru města, aby platili městu daň a aby ve svých sporných záležitostech hledali svou pravdu u představenstva města Ružomberka bez poškození zeměpanských práv. Černová se v tomto období aktivně podílela na vývoji města jako celku.
První sčítání lidu bylo provedeno v roce 1766. Černová měla tehdy 268 obyvatel. V té době byly zřízeny valašské slupy na výrobu sukna na Čutkovském potoku. V roce 1769 byly sepsány urbářské povinnosti čtyř ulic. Černová platila 116 zlatých, kromě rozličných poplatků za oves, pastviny, pole, salaše ... Postupně byly za měšťany přijímáni i její obyvatelé. Jako první to byl Ján Cžernovský, který byl v té době senátorem v Ružomberku. Druhým byl Juraj Sidor, městský mlynář. V roce 1825 měla Černová 860 obyvatel.
V roce 1771 jsou evidovány pokusy Černové o osamostatnění. Tyto pokusy byly neúspěšné, ale díky nim se v roce 1832 dosáhlo pro ulice města větší spravedlnosti a rovnoprávnosti. Po roce 1848 zrušením poddanství pokračoval příznivější vývoj, rostla zaměstnanost a byla možnost větších příjmů. Větší rozmach byl zaznamenán až budováním Košicko - Bohumínské železnice a jejího uvedení do provozu roku 1872. Občané Černové byli zaměstnáni zejména při budování tratě a později na stavbě textilní továrny v Rybárpoli.
Důležitou částí historie Černové byla Černovská tragédie, která se odehrála 27. října 1907. Obyvatelé za pomoci kněze a rodáka z Černové Andreje Hlinky postavili kostel v Černové. Na přání obyvatel měl vysvětit kostel Andrej Hlinka, avšak v té době byl suspendován a přednášel na Moravě. Maďarská církevní a světská vrchnost na čele se spišským biskupem Sándorem Parvym rozhodla proti obyvatelům Černové. Svěcením kostela byl pověřen slovenský farář z Liskové Martin Pazúrik spolu s děkanem Pazúrikem a Jozefem Fischerem. Černovčané se proti tomu postavili na odpor. Bránili posvěcení házením kamenů, ale i vlastními těly. Četníci napadli bezbranný dav střelbou, jíž padlo za oběť 15 lidí, 10 bylo těžce a 60 lehce zraněno. V březnu 1908 úřady obvinily přes 55 lidí, z nichž 40 odsoudili k žaláři v trvání od šesti měsíců do tří let, různým peněžitým pokutám a zabavení majetku.
Po letech 1945-48 se Černová nadále držela své podstaty, o čemž svědčí plodná existence divadelního spolku, dvou pěveckých sborů, tělovýchovné jednoty, dvou požárních sborů apod. Dodnes tyto organizace, sdružení a spolky pracují.

## Rodáci
- Vendelín Javorka (1882–1966), římskokatolický kněz, slovenský misionář
- Andrej Hlinka (1864–1938), římskokatolický kněz a politik
- Bernard Jaško (1923–1951), oběť komunistického režimu
- Anton Lauček (* 1950), spisovatel, vysokoškolský pedagog
- Leonard Sliačan (1901–1969), římskokatolický kněz
- Anton Šulík, (1931–1999) herec